# Campionato sudamericano maschile under 20 di calcio 1983
Il Campionato sudamericano di calcio Under-20 1983, 11ª edizione della competizione organizzata dalla CONMEBOL e riservata a giocatori Under-20, è stato giocato in Bolivia. Le tre migliori classificate si sono qualificate per il Campionato mondiale di calcio Under-20 1983.

## Partecipanti
Partecipano al torneo le rappresentative delle 10 associazioni nazionali affiliate alla Confederación sudamericana de Fútbol:
| - Argentina under 20 - Bolivia under 20 - Brasile under 20 - Cile under 20 - Colombia under 20 |  | - Ecuador under 20 - Paraguay under 20 - Perù under 20 - Uruguay under 20 - Venezuela under 20 |

## Città
La Federazione calcistica boliviana scelse come luoghi deputati a ospitare la manifestazione le città di Cochabamba, La Paz e Santa Cruz de la Sierra.

## Formato

### Fase a gironi
Le 10 squadre partecipanti alla prima fase sono divise in due gruppi da cinque ciascuno e si affrontano in un girone all'italiana con gare di sola andata. Passano al secondo turno le prime due classificate in ogni gruppo.
In caso di arrivo a pari punti in classifica, la posizione si determina seguendo in ordine:
- Differenza reti;
- Numero di gol realizzati;
- Risultato dello scontro diretto;
- Sorteggio.

## Fase a gironi
Legenda
|  | Qualificata alla fase successiva |

### Gruppo A
| Squadra           | P.ti | G | V | P | S | GF | GS | DR |
| ----------------- | ---- | - | - | - | - | -- | -- | -- |
| Brasile under 20  | 8    | 4 | 4 | 0 | 0 | 10 | 1  | +9 |
| Uruguay under 20  | 6    | 4 | 3 | 0 | 1 | 8  | 7  | +1 |
| Cile under 20     | 2    | 4 | 1 | 0 | 3 | 4  | 6  | -2 |
| Ecuador under 20  | 2    | 4 | 1 | 0 | 3 | 6  | 10 | -4 |
| Colombia under 20 | 2    | 4 | 1 | 0 | 3 | 5  | 9  | -4 |

| 22 gennaio 1983 | Colombia | 2 – 1 | Cile |  |

| 22 gennaio 1983 | Brasile | 3 – 0 | Ecuador |  |

| 24 gennaio 1983 | Uruguay | 1 – 0 | Cile |  |

| 24 gennaio 1983 | Brasile | 3 – 0 | Colombia |  |

| 26 gennaio 1983 | Cile | 3 – 2 | Ecuador |  |

| 26 gennaio 1983 | Uruguay | 3 – 2 | Colombia |  |

| 28 gennaio 1983 | Ecuador | 2 – 1 | Colombia |  |

| 26 gennaio 1983 | Brasile | 3 – 1 | Uruguay |  |

| 31 gennaio 1983 | Uruguay | 3 – 2 | Ecuador |  |

| 31 gennaio 1983 | Brasile | 1 – 0 | Cile |  |

### Gruppo B
| Squadra            | P.ti | G | V | P | S | GF | GS | DR  |
| ------------------ | ---- | - | - | - | - | -- | -- | --- |
| Argentina under 20 | 8    | 4 | 4 | 0 | 0 | 9  | 2  | +7  |
| Bolivia under 20   | 4    | 4 | 2 | 0 | 2 | 9  | 7  | +2  |
| Paraguay under 20  | 4    | 4 | 2 | 0 | 2 | 7  | 6  | +1  |
| Perù under 20      | 2    | 4 | 1 | 0 | 3 | 11 | 9  | +2  |
| Venezuela under 20 | 2    | 4 | 1 | 0 | 3 | 2  | 14 | -12 |

| 22 gennaio 1983 | Argentina | 2 – 0 | Perù |  |

| 22 gennaio 1983 | Bolivia | 4 – 0 | Venezuela |  |

| 24 gennaio 1983 | Argentina | 2 – 0 | Paraguay |  |

| 24 gennaio 1983 | Bolivia | 3 – 1 | Perù |  |

| 26 gennaio 1983 | Paraguay | 4 – 2 | Perù |  |

| 26 gennaio 1983 | Argentina | 2 – 1 | Venezuela |  |

| 28 gennaio 1983 | Perù | 8 – 0 | Venezuela |  |

| 28 gennaio 1983 | Paraguay | 3 – 1 | Bolivia |  |

| 31 gennaio 1983 | Venezuela | 1 – 0 | Paraguay |  |

| 31 gennaio 1983 | Argentina | 3 – 1 | Bolivia |  |

## Fase finale
| Squadra            | P.ti | G | V | P | S | GF | GS | DR |
| ------------------ | ---- | - | - | - | - | -- | -- | -- |
| Brasile under 20   | 5    | 3 | 2 | 1 | 0 | 6  | 2  | +4 |
| Uruguay under 20   | 4    | 3 | 1 | 2 | 0 | 6  | 5  | +1 |
| Argentina under 20 | 3    | 3 | 1 | 1 | 1 | 8  | 8  | 0  |
| Bolivia under 20   | 0    | 3 | 0 | 0 | 3 | 4  | 9  | -5 |

| 5 febbraio 1983 | Brasile | 3 – 0 | Bolivia |  |

| 6 febbraio 1983 | Argentina | 3 – 3 | Uruguay |  |

| 9 febbraio 1983 | Brasile | 0 – 0 | Uruguay |  |

| 9 febbraio 1983 | Argentina | 3 – 2 | Bolivia |  |

| 13 febbraio 1983 | Uruguay | 3 – 2 | Bolivia |  |

| 13 febbraio 1983 | Brasile | 3 – 2 | Argentina |  |

## Classifica marcatori
| Gol |  |  | Giocatore       | Squadra          |
| --- |  |  | --------------- | ---------------- |
| 7   |  |  | Carlos Aguilera | Uruguay under 20 |